# ناحیه واشینگتن، شهرستان کرول، ایلینوی
ناحیه واشینگتن، شهرستان کرول، ایلینوی (به انگلیسی: Washington Township) یک منطقهٔ مسکونی در ایالات متحده آمریکا است که در شهرستان کرول، ایلینوی واقع شده‌است. ناحیه واشینگتن ۳۵۶ نفر جمعیت دارد و ۲۰۰ متر بالاتر از سطح دریا واقع شده‌است.